# 달심
달심은 캡콤의 《스트리트 파이터》 시리즈의 등장인물이다. 《스트리트 파이터 II: 더 월드 워리어 (1991)》에서 처음 등장했다. 요가의 오의를 사용하는 싸움꾼으로, 마을의 재정난을 해결하기 위해 평화주의자 자세를 포기하고 월드 워리어 대회에 출전했다.

## 반응
1992년, 일본 잡지 〈게메스트〉가 진행한 1991년 최고의 등장인물 투표에서 5위를 기록했다.

## 참조

### 주해
1. ↑  영어: Dhalsim, 일본어: ダルシム